# Matiatis
Matiatis (gr. Μαθιάτης) – wieś w Republice Cypryjskiej, w dystrykcie Nikozja. W 2011 roku liczyła 646 mieszkańców.